# Bjarne Iversen
Pour les articles homonymes, voir Iversen.
Bjarne Iversen (né le 2 octobre 1912 et décédé le 7 septembre 1999) est un ancien fondeur norvégien.

## Palmarès

### Jeux olympiques
- Jeux olympiques d'hiver de 1936 à Garmisch-Partenkirchen 
  -  Médaille d'argent en relais 4 × 10 km.

### Championnats du monde
- Championnats du monde de ski nordique 1935 à Vysoke Tatry 
  -  Médaille d'argent en relais 4 × 10 km.